# 媽祖迺台灣 (電影)
《媽祖迺台灣》，是2014年4月25日上映的臺灣紀錄片，由任賢齊擔任導演，牽猴子整合行銷股份有限公司發行。

## 劇情
出身台灣彰化的任賢齊自掏腰包，率領拍攝團隊全程參與九天八夜的大甲媽祖遶境，將大甲媽祖遶境中所有精彩、動人的元素以紀錄片的方式呈現。

## 製作團隊
- 製作：先映國際媒體有限公司、牽猴子整合行銷股份有限公司
- 發行：牽猴子整合行銷股份有限公司
- 出品人：任賢齊、柯上閔
- 監製：任賢齊、柯上閔
- 導演：任賢齊、游紹
- 製片：梁莊嫻
- 製片助理：秦舒祈
- 企劃：陳惠美
- 企劃協力：徐祥育
- 撰稿：劉志文

- 後製：中影電影技術中心、時間軸Timeline Studio
- 剪接：林裕琳
- 剪接協力：陳映芳
- 調光：周佩儀
- 動畫特效：江瑋竑

- 配樂製作：蒙太奇國際音樂有限公司
- 音樂設計：熊祖聖
- 製作協力：游婷惠
- 配樂編曲：熊祖聖、黃懷哲、董運昌

## 電影歌曲
| 曲別   | 歌曲名稱 | 作詞   | 作曲   | 演唱者 | 備註 |
| 主題曲 | 挺到底   | 任賢齊 | 任賢齊 | 任賢齊 |      |

## 票房
台北週末票房排行榜
| 週次 | 排行日期                 | 排行 | 本週票房 | 累計票房 | 備註 |
| 01   | 2014年12月19日－12月21日 | 04   | 218萬    | 218萬    | 首映 |
| 02   | 2014年12月26日－12月28日 | 21   | 79,593   | 76萬     |      |

- 資料來源：K電影情報網 與 開眼電影網 （页面存档备份，存于）與 奇摩電影 （页面存档备份，存于）

## 外部連結
- 媽祖迺台灣的Facebook專頁
- MSN娛樂上《媽祖迺台灣》的資料（繁體中文）

- Yahoo奇摩電影上《媽祖迺台灣》的資料（繁體中文）
- 開眼電影網上《媽祖迺台灣》的資料（繁體中文）
- 时光网上《媽祖迺台灣》的資料（简体中文）
- 豆瓣电影上《媽祖迺台灣》的資料 （简体中文）
- 互联网电影数据库（IMDb）上《媽祖迺台灣》的资料（英文）